# Continente

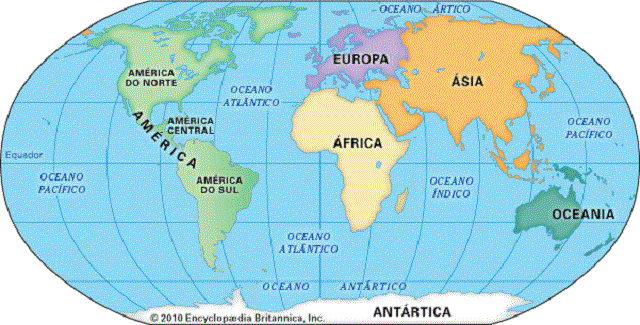
Mapa com os continentes

Continente é uma grande massa de terra cercada por água. Na gigantesca massa de água salgada (formada principalmente pelos oceanos) pela qual são cobertos cerca de 75% da superfície terrestre, é muito fácil notar aqui e ali o aparecimento de territórios contínuos muito extensos, o que torna pouco conveniente para os geógrafos dar a essas massas o nome de ilhas. Assim, essas extensões de terras são definidas como continentes.
O conceito que os geógrafos usam para definir uma massa continental pode variar segundo os critérios que esses especialistas adotam em cada caso, podendo ser físicos, culturais, políticos ou históricos. A definição física em países de língua inglesa considera a divisão em sete continentes: África, América do Norte, América do Sul, Antártida, Ásia, Europa e Austrália. Esse modelo é ensinado como padrão em países como em boa parte dos países de língua inglesa. Mas, seguindo-se critérios tanto culturais como políticos, sistemas de ensino de países de outra línguas que não sejam o inglês, como o português, francês, espanhol, grego, russo e japonês, costuma-se considerar como continentes a Europa, a Ásia, a África, a América, a Antártida e a Oceania, que é o critério adotado pela maioria dos países do globo, e como Comitê Olímpico Internacional considera os continentes. Países como China e Índia consideram os dois modelos (6 ou 7 continentes).
Historicamente, o Velho Mundo é constituído pelos mesmos três continentes que constituem a Eurafrásia: Europa, Ásia e África. Essa classificação é baseada numa verdadeira afirmação de que as três massas terrestres se unem geograficamente: Ásia e Europa (Eurásia), cujos acidentes que ligam os continentes são o Cáucaso, o mar Cáspio e a cordilheira dos Urais, no momento em que a África e a Ásia são comunicadas pelo istmo do Suez. No Novo Mundo são agrupados ambos os subcontinentes americanos que o istmo do Panamá une; e no Novíssimo Mundo (Austrália) são reunidas a grande ilha australiana, as ilhas da Tasmânia, Nova Zelândia, Nova Guiné, e os arquipélagos da Melanésia, Micronésia e Polinésia.

## Etimologia
A origem etimológica do nome "continente" é derivada das palavras latinas continens e entis, que significam "contínuo, ininterrupto" (e, "abstinente, moderado"), estando no particípio presente de continere, significando "conter, abranger", verbo oriundo de cum, con e tenere, tendo o significado de "ter". Esta é a fonte do eruditismo em cinco línguas europeias: em língua portuguesa, espanhola e italiana, continente (século XV); em língua inglesa continent, (século XIV); o vocábulo inglês continent é uma palavra que foi emprestada do vocábulo francês continent (século XII). Na acepção geográfica que se considera abaixo, os substantivos das quatro línguas europeias têm o mesmo significado: em português, espanhol e italiano, continente (século XVI); em francês, continent (1532); em inglês, continent (1590); e em língua alemã Kontinent (entre os séculos XVI e XVII). O vocábulo português e espanhol continente foi documentado entre os séculos XII e XIV, significado "gesto, atitude, parte", cujo sentido atualmente está obsoleto.

## Classificação e definições

### Tipologias
Existem dois tipos de continentes:
- físicos: é qualquer massa de terra mais extensa que a Groenlândia.
- políticos: é um conjunto de países em uma certa região do mundo que podem conter arquipélagos ou ilhas fora de seu território.

A seguir a lista dos continentes em sua definição mais abrangente:
- físicos: América, Eurafrásia, Austrália e Antártida[9][não consta na fonte citada]
- políticos: América, Europa, Ásia, África, Austrália e Antártida[9]

Os continentes políticos nem sempre são somente os que foram citados acima, sendo que a América é frequentemente dividida em duas partes: a América do Norte e a América do Sul, visto que muitas vezes a América Central e arquipélago do Caribe são considerados ainda outras subdivisões do continente.
O termo "Eurafrásia" é incomum, mas é o mais correto para se referir à grande massa de terra que é subdividida em Europa, África e Ásia, visto que a Ásia e a Europa se separam pelos montes Urais e a África se separa da Ásia pelo Canal de Suez; nenhuma dessas regiões são oceanos, e portanto, a Eurafrásia é o único continente físico que pode existir na região. Apesar disso, muitos consideram que a África e Ásia estão suficientemente separados, pois pode-se perceber claramente ao olhar no mapa que não há terra que junte os continentes e a parte do Canal de Suez é mínima, diferente do que acontece entre a Europa e a Ásia; por isso foi criado o termo Eurásia (Europa e Ásia), para se referir a esses continentes políticos como um só continente físico separado da África.

### Modelos continentais
Não existe uma forma única de fixar o número de continentes, e depende de cada área cultural determinar se duas grandes massas de terra unidas formam um ou dois continentes, e concretamente, decidir os limites entre Europa e Ásia (Eurásia) por uma parte, e América do Norte e América do Sul (América) por outra. Os principais modelos são os seguintes:
| Quantidade                                                | Continentes delimitados | Continentes delimitados | Continentes delimitados | Continentes delimitados | Continentes delimitados | Continentes delimitados | Continentes delimitados |
| --------------------------------------------------------- | ----------------------- | ----------------------- | ----------------------- | ----------------------- | ----------------------- | ----------------------- | ----------------------- |
| Quatro continentes                                        | América                 | América                 | Eurafrásia              | Eurafrásia              | Eurafrásia              | Austrália               | Antártida               |
| Cinco continentes                                         | América                 | América                 | Ásia                    | Europa                  | África                  | Austrália               |                         |
| Seis continentes                                          | América                 | América                 | Ásia                    | Europa                  | África                  | Austrália               | Antártida               |
| Seis continentes                                          | América do Norte        | América do Sul          | Eurásia                 | Eurásia                 | África                  | Austrália               | Antártida               |
| Sete continentes                                          | América do Norte        | América do Sul          | Ásia                    | Europa                  | África                  | Austrália               | Antártida               |
| Mapa-múndi animado com os diferentes modelos continentais |                         |                         |                         |                         |                         |                         |                         |

- Quatro continentes: Alguns sugerem que Europa, África e Ásia deveriam ser considerados um único continente chamado Eurafrásia. Este modelo se baseia em uma definição estrita de continente como uma área de terra contínua, onde as fronteiras artificiais como os canais de Suez e do Panamá não seriam verdadeiras barreiras continentais.
- Cinco continentes (modelo tradicional): Modelo no qual se mostra somente com os continentes permanentemente habitados (excluindo a Antártida)[11][12] —como se vê nos 5 anéis do logotipo olímpico.[14] [nota 1]
- Cinco continentes: Modelo no qual se considera a Antártida como um continente; além de que Europa e Ásia formam somente um, a Eurásia.
- Seis continentes (modelo tradicional): O modelo de seis continentes tem uma base cultural e histórica e é ensinado na América Latina e algumas partes da Europa como Espanha, Portugal, Itália, Grécia e Bélgica. É o modelo preferido pela comunidade geográfica dos países da ex-União Soviética e Japão, bem como partes do Leste Europeu.
- Seis continentes (modelo geológico): Guarda uma relação aproximada com as placas tectónicas continentais (combinando a Eurásia), ensinado na Rússia.
- Sete continentes: Modelo convencional que se ensina habitualmente[carece de fontes?] na maioria dos países de língua inglesa,[carece de fontes?] bem como em alguns países asiáticos como, China, Índia, Paquistão, e Filipinas. Neste conceito, a América Central está incluída dentro do continente Norte-Americano.

Os nomes de Oceania ou Australásia são utilizados às vezes no lugar de Austrália. Utiliza-se "Oceania", uma região geográfica, no «Atlas do Canadá», assim como no modelo continental ensinado na Ibero-América.

### Caracterizações
Os continentes dos distintos modelos são os seguintes:
- África: limita com a Ásia pelo canal de Suez e está separada da Europa pelo estreito de Gibraltar e se estende do sudoeste até o cabo da Boa Esperança;
- América: está separada da Ásia pelo estreito de Bering, no noroeste, e está dividida em dois ou três subcontinentes;
  - América do Norte: localizada no hemisfério nor-ocidental;
  - América Central: se estende do istmo de Panamá até o istmo de Tehuantepec.
  - América do Sul: se estende do canal do Panamá até o cabo de Horns;
- Ásia: separada da África pelo canal de Suez, se estende do leste e noroeste até o estreito de Bering e o oceano Índico;
- Europa: separada da África pelo Mediterrâneo, se estende desde os montes Urais até a Península Ibérica;
- Austrália: localizada ao sudeste da Ásia, entre os oceanos Índico e Pacífico.
- Antártida: rodeia o Polo Sul. Está separada da América pelo estreito de Drake, da Austrália pelo limite entre os oceanos Pacífico e Índico, e da África pelo limite entre este último e o Atlántico.

|            | Área       | Área | População     | População | Densidade | Gráficos                              |
| Continente | km²        | %    | 2008 (aprox.) | %         | hab./km²  | Gráficos                              |
| ---------- | ---------- | ---- | ------------- | --------- | --------- | ------------------------------------- |
| Ásia       | 43 810 000 | 29,5 | 3 879 000 000 | 60,0      | 88,5      | Comparação de superfície e população. |
| América    | 42 330 000 | 28,5 | 924 000 000   | 14,0      | 21,5      | Comparação de superfície e população. |
| África     | 30 370 000 | 20,4 | 922 011 000   | 14,0      | 30,4      | Comparação de superfície e população. |
| Antártida  | 13 720 000 | 9,2  | 1.000         | 0,00002   | 0,00007   | Comparação de superfície e população. |
| Europa     | 10 180 000 | 6,8  | 731 000 000   | 11,0      | 71,8      | Comparação de superfície e população. |
| Oceania    | 7 600 000  | 5,9  | 32 000 000    | 0,5       | 4,2       | Comparação de superfície e população. |

### Zelândia
A Zelândia é um continente em maior parte submerso, próximo a Austrália. Como parte emersa, a Zelândia compreende a Nova Caledônia (incluído a ilha principal e as ilhas menores), a ilha Norfolque, a Nova Zelândia, as ilhas de Auckland e Campbell mais ao sul, a ilha de Lord Howe a oeste, e a leste a ilhas Chatham. O continente não é incluído nos modelos continentais atuais por ter sido classificado como um continente submerso, e não um microcontinente ou um fragmento continental, apenas em 2017.

## Geologia

### Evolucionismo continental

As placas tectónicas da Terra foram cartografadas na segunda metade do século XX

As massas terrestres transformaram-se e ainda se transformam bastante. Durante milhares de anos, os mares e os continentes se distribuíram de forma muito diferente do que é hoje. Uma variedade de fatos foi demonstrada pelas pesquisas: primeiro, que os continentes deslocam-se, elevam-se e abatem-se muito; segundo, que não descarta-se a existência na Terra de nenhuma zona que o mar não cobriu; terceiro, que as erosões são desgastadas continuamente da superfície, de tal modo que, se não fossem elevados, os continentes teriam desaparecidos porque o mar cobriria; e quarto, que uma grande quantidade de terras se levantou da água recentemente.
Livros que foram escritos por geólogos, zoólogos e botânicos consideram que certas depressões, que o mar cobriu no passado, constituíram, nos demais tempos, a extensão dos continentes. Há diversas teorias sobre como se originou e se formou a superfície da Terra. Uma das de maior difusão traz a narração de que entre o período carbonífero (era paleozoica) e o início do período terciário (era cenozoica), a Europa encontrava-se em união com a América do Norte; e que no hemisfério sul notava-se a existência de um grande continente, que os geólogos denominaram Gonduana, da qual eram compreendidos a América do Sul, a África, a península da Arábia, a Índia, a Antártida e a Austrália. Entre essas duas gigantescas massas terrestres era estendida uma faixa marítima. O continente de Gonduana começaria a ser fragmentado no fim do período triássico (era mesozoica), com o fato de que Madagáscar se desmembrou do conjunto da África, e deu continuidade ao seu rompimento na época do jurássico, com a Índia que se desmembrou da Austrália. No final do período cretáceo, foram desmembradas a África e a América do Sul; e quando começou o período terciário, com o mar Vermelho que se formou, ocorreu o desligamento da Arábia em relação à África; também ocorreu a formação das depressões que se correspondem às águas salgadas dos oceanos Atlântico e Índico, que então seriam mais novos que o Pacífico.
O que primeiramente se explicou de maneira generalizada sobre o fato de que os continentes se formaram e se evoluíram é a da deriva continental, que o geólogo alemão Alfred Wegener propôs em 1912. É a explicação da superfície terrestre desde a diferente massa dos continentes, cuja cota altimétrica é de 700 metros, e o fundo dos oceanos, cuja cota batimétrica é de 3 800 metros. Ao atestar a veracidade de que as massas continentais têm mais leveza que o fundo dos mares, que se constitui de sima (silício e magnésio), Wegener pensou na hipótese da flutuação dos continentes sobre os oceanos.

Processo de aparecimento do Atlântico Sul, entre 140 e 60 milhões de anos atrás, quando se formou o petróleo do pré-sal

De acordo com Wegener, na época da era paleozoica uma espécie de gigantesca "embarcação" única, a Pangeia, manteve-se em flutuação sobre o sima. Posteriormente, pela ação da força centrífuga que se originou do fato de que a Terra gira em torno de si mesma, essa "balsa" primitiva dividiu-se em frações e cada um dos pedaços constituiu um dos escudos que hoje em dia se conhecem. Assim, ainda se pode ter percepção dessa formação original desde o período terciário, porque os respectivos litorais têm formato quase semelhante, com a fratura no formato de uma letra "S" que serve de afastamento entre a África e a América do Sul. Os continentes teriam feito a migração para oeste, transladando lentamente a deriva continental, ao longo da qual a perda dos fragmentos da parte posterior dos escudos continentais teria, dessa forma, dado origem à Nova Zelândia, Madagáscar ou às Antilhas, que seriam as partes que sofreram desprendimento dos respectivos continentes a que pertenceram.

### Formação
Os primeiros continentes foram formados no início da história da Terra, mais de três bilhões de anos atrás. Alguns estudos sugeriram que os primeiros supercontinentes formados via subducção e tectônica de placas, fazendo com que as placas da Terra se movessem umas nas outras, moldando as montanhas e os oceanos.  No entanto, uma pesquisa de 2020 descobriu que os isótopos de ferro e zinco nas rochas originárias da Sibéria central e da África do Sul, a composição química dos fragmentos de rocha não eram consistentes com o que normalmente é esperado quando ocorre a subducção. De acordo com as evidências, os primeiros continentes da Terra não foram formados por subducção em um ambiente de placas tectônicas de estilo moderno, como se pensava anteriormente.
Há também os supercontinentes, que são os mesmos continentes atuais, bilhões de anos no passado, quando tinham outra forma.[carece de fontes?]

### Aspectos estruturais
Em ambos os hemisférios em que é dividida a Terra são muito desproporcionais as áreas dos oceanos e dos continentes. Da área superior a 145 milhões de quilômetros quadrados que os continentes ocupam, dois terços inferiores a essa superfície estão localizados no hemisfério norte, e uma quantidade inferior a 45 milhões no hemisfério sul. Essa desproporção é oriunda do fato de que, no hemisfério boreal (norte), os continentes vão se estendendo bastante à medida da sua aproximação com o Círculo Polar Ártico, enquanto no hemisfério austral (sul), há uma diminuição da distância dos continentes em direção ao sul. Assim, no extremo sul da América é ultrapassada em pouco a latitude de 50º ao sul da linha do equador, que no hemisfério norte é correspondente ao Canadá e ao centro da Europa e da Ásia. Igualmente, a superfície dos continentes no hemisfério norte é bem maior que a dos mares, enquanto no sul os mares são desproporcionais, na fração de 8,5 até 1. Esse fato de que a terra firme se opõe ao oceano é um dos traços importantes da estrutura que forma a superfície do planeta, da qual são ocupados somente três décimos pelos continentes.
Os continentes tendem ao término formado em ponta em seu extremo sul. Isso pode ser observado acima de tudo na África e América do Sul, mas também numa grande quantidade de penínsulas (Kamchatka, Coreia, Indochina, Hindustão, Arábia).
A zona de contato que existe entre os mares e continentes tem grande variação. Em certos pontos que se localizam nos litorais, a superfície do terreno faz uma descida brusca até sua penetração no mar, de maneira que, a poucos quilômetros do litoral, o mar já é muito profundo. Nos demais lugares, existe uma larga faixa marinha menos profunda, abaixo de 200 metros; nesses, as massas submersas integram os continentes e são denominadas plataformas continentais. O talude continental afasta as plataformas continentais das áreas muito profundas, de declives de grande acentuação, e suas dimensões variam, com largura de quase 90 quilômetros.
A altitude relativamente moderada é apresentada pelos continentes, apesar da elevação de certas cordilheiras a milhares de metros superiores ao nível do mar. Se os continentes, conservando suas dimensões, fossem transformadas numa superfície plana, a média de sua altitude seria reduzida para mais de 700 metros.
Os continentes variam na sua estrutura formal. A África é o continente que possui maior macicez. Num continente com formato de trapézio no norte e de triângulo no sul, existe um pequeno número de ilhas e penínsulas. Tem extensão entre o cabo Branco (pararelo 37 N) e o das Agulhas (paralelo 34 S). Por estar localizado no centro geográfico da Terra, duas terças partes que pertencem ao seu território são encontradas em latitudes por entre os trópicos. Tem como limites: ao norte com o mar Mediterrâneo, a leste com o mar Vermelho e o Oceano Índico e a oeste com o Oceano Atlântico. A África é separada, em respectivo, da Ásia e da Europa pelos estreitos de Bab al-Mandab (27 km de largura) e Gibraltar (13 km).
A América está localizada muito distante do restante das massas continentais. Tem extensão por aproximadamente 50% da circunferência terrestre, entre o cabo Barrow (paralelo 72 N), e o cabo Horn, na Terra do Fogo (paralelo 52 S). Desse ponto ao norte a esse outro ponto ao sul dista mais de 14 mil quilômetros. A América tem como limites: ao norte com o oceano Glacial Ártico e o estreito de Bering — pelo qual é separada a Ásia — a oeste com o Oceano Pacífico e a leste com o Oceano Atlântico.
A Ásia é o continente de maior extensão territorial do planeta. Tendo como características seus grandes contrastes, nela tudo adquire proporções exageradas: das montanhas de maior altitude da Terra às mais profundas depressões, e do desolamento dos desertos à maior densidade das florestas. Tem como limites: ao norte com o oceano Glacial Ártico, ao sul com o Oceano Índico, a leste com o Pacífico e a oeste com a Europa e os mares Vermelho, Mediterrâneo e Negro. O conjunto da qual pertence sua massa terrestre se localiza no hemisfério norte, do paralelo 77 N ao paralelo 1 N.
A Europa é o continente onde se encontram as grandes planícies, cuja cota altimétrica é da ordem de 375 metros. Tem extensão entre o paralelo 36 N e o paralelo 71 N. Sua situação favorece em particular a vida do homem, pois a quase totalidade do continente está situada no interior da zona temperada. Tem como limites ao norte com o oceano Glacial Ártico, ao sul com o Mar Mediterrâneo, a oeste com o Oceano Atlântico e a leste com a Ásia (cordilheira dos Urais e do Cáucaso).
A Austrália é um continente que se compõe de um rosário de ilhas (superior a dez mil), de quaisquer das dimensões, que se espalham pelo Oceano Pacífico, do Velho até o Novo Mundo. Exceto a Austrália, na topografia apresentada geralmente pelas ilhas existe um sem-número de montanhas que no passado geológico eram verdadeiros vulcões. A Austrália se constitui dos restos que pertenciam a um continente primitivo, que parcialmente afundou, do qual somente é subsistente a Austrália. Este leque de ilhas serve de cobertura, no sentido sudeste-noroeste, de um espaço com uma distância superior a 13 mil quilômetros.
A Antártica é uma massa continental pela qual é ocupada quase a totalidade da calota polar que se encontra no hemisfério sul, desde o paralelo 69 S. Maciço de baixa articulação, cujo formato faz lembrar o da África e o da Austrália, é o mais alto dos continentes, pois sua cota altimétrica é superior aos 2 000 metros. Devido ao clima glacial, nela, praticamente, muito poucas pessoas a habitam. É um continente que se encontra em isolamento; o cabo Horn, extremidade sul da América do Sul, a 1 000 quilômetros de distância, é o ponto de um (outro) continente que se encontra mais próximo da Antártida. Uma enorme barreira de gelo cerca o litoral da Antártica.

## Representações culturais

### Mapa T e O e a tabela das nações
O Mapa T e O significou um modelo de representação de uma pequena parte do mundo com um padrão importante: espaço plano e em formato de disco, com uma grande massa compacta, dividida em três partes (Europa, Ásia e África) e separadas por três grandes massas de água: o Rio Nilo, o Mar Mediterrâneo e o Rio Dom. Trata-se de um mapa formado por ensinamentos bíblicos, modelado por Isidoro de Sevilha, em que o nome TO significa Orbis Terrarum, indicando o "T" Cristo crucificado e "O" indicando o oceano, o qual envolve o orbe.
No centro da respectiva representação, estaria a Jerusalém terrestre, tendo a Europa sido povoada pelo filho mais velho de Noé, o pálido Jafé, estando Roma representada como uma fortaleza. Na parte superior do mapa, estaria a Ásia, região dos filhos de Sem (filho de Noé), com Jerusalém ao centro, próxima do Mar Negro e o Paraíso no topo, aparecendo a Torre de Babel e a Arca de Noé entre a Ásia e África.  Na parte inferior direita, aparece o continente negro, a África, povoada por outro dos filhos de Noé, Cam, o mais moreno deles e, nesse continente, estariam figuras como elefantes, dragões, monstros e, um oásis cristão, a Etiópia.
| Representação possível do mapa-múndi de Anaximandro. |  | Segundo John Mansley Robinson, An Introduction to Early Greek Philosophy, Houghton and Mifflin, 1968.Sem, Cam e Jafé. Ilustração de James Tissot, 1904. |  | Este mapa com as letras T e O, abstrai o mundo conhecido da sociedade para uma cruz inscrita num orbe, refaz a geografia a serviço do cristão, e identifica os três continentes conhecido como povoados pelos descendentes de Sem, Cam, e Jafé. |
| Representação possível do mapa-múndi de Anaximandro. |  | Sem, Cam e Jafé. Ilustração de James Tissot, 1904. |  | Este mapa com as letras T e O, abstrai o mundo conhecido da sociedade para uma cruz inscrita num orbe, refaz a geografia a serviço do cristão, e identifica os três continentes conhecido como povoados pelos descendentes de Sem, Cam, e Jafé. |

### Anéis olímpicos
No contexto dos Jogos Olímpicos, os anéis olímpicos são aros que simbolizam os jogos e são a marca do Comité Olímpico Internacional (COI). Segundo o COI, a quantidade de cinco aros representam os cinco continentes do mundo e suas cores aquelas que são mais frequentes nas bandeiras nacionais no início do século XX. Assim, negam correspondências entre as cores e cada um dos cinco continentes, que associam o anel azul aos mares e à biodiversidade marinha da Oceania, ao anel amarelo à pele amarela e aos olhos amendoados das pessoas da Ásia, o anel preto aos povos de pele preta da África, o anel verde à prosperidade pelas florestas na Europa, e o anel vermelho à pele vermelha das populações indígenas da América.